# Муспель
Муспель (др.-ісл. Muspell; етимологія незрозуміла) — ймовірно ім'я міфологічної істоти германо-скандинавської міфології. Муспельхейм — вогнена країна, яка існувала ще до початку створення. У «Пророцтві Вьольви» («Старша Едда») згадується про «людей Муспеля», що під час есхатологічної битви з богами (Рагнарьок) припливуть на човні, яким правитиме бог Локі.

В «Молодшій Едді» «сини Муспеля» в час Рагнарьоку скачуть по райдужному мосту Біврьост, та міст під ними провалюється. Їх коні перепливуть великі річки та помчаться далі. «Добрий міст Біврьост, та нічого не встоїть у цьому світі, коли підуть війною сини Муспеля».
Сноррі Стурлусон пов'язує з Муспелем (можливо, ототожнює з ним) вогненного велетня Сурта. Проте у «Пророцтві Вьольви» згадується, що Сурт їде з півдня, тоді як «діти Муспеля» прибувають зі сходу.

В німецьких ранньосередньовічних християнських поемах («Муспілі», «Хеліанд») термін «Муспель» (древньоверхньонім. muspilli) вживається у значенні кінця світу та страшного суду.